# Jacinto Esteban Suárez
Jacinto Esteban Suárez (Madrid, 9 de octubre de 1943-Málaga, 10 de marzo de 2024) fue un actor, dramaturgo, poeta y profesor español. Madrileño de nacimiento, desarrolló la mayor parte de su carrera en Málaga, ciudad en la que residió desde 1968.

## Biografía

### Juventud y formación
Jacinto Esteban Suárez nació en Madrid el 9 de octubre de 1943, en el seno de una familia obrera y cursó allí sus primeros estudios. La falta de recursos hizo que tuviese que trabajar desde muy joven, aunque no renunció a su formación ni a su sueño de ser actor. 
Así en 1957 ingresa como actor meritorio en el Teatro de la Zarzuela con la compañía Amadeo Vives bajo la dirección de José Tamayo y Lola Rodríguez de Aragón donde actúa en sus primeras representaciones como Bohemios con Alfredo Kraus y Carlos Munguía; El Rey que rabio con Estrella Alsina y Gloria Aizpuro; La verbena de la Paloma con Miguel Ligero y Selica Pérez Carpio; El baile y La boda de Luis Alonsov con Antonio Gades. Al año siguiente continúa con José Tamayo en el Teatro Español, ahora con la compañía Lope de Vega donde actúa en La Orestiada de Esquilo con Irene López Heredia, Luis Prendes y Antonio Ferrandiz y en Don Juan Tenorio de Zorrilla junto a Carlos Lemos, Berta Riaza y Fernando Guillén.
En estos años también forma parte de los Teatros de Cámara y Ensayo bajo la dirección de Modesto Higueras y Euquerio Olmos, del Teatro Español Universitario, dirigido por Ángel Fäcio y del Teatro Infantil en el Teatro Eslava con Eloy G. de la Iglesia. De esa época son representaciones como El Mago de Oz; Alicia en el País de las Maravillas; El parque se cierra a las ocho, de Martín Iniesta; La Cornada, representada en el Teatro Lara con Carlos Larrañaga y Maruja Asquerino y dirigida por Adolfo Marsillach; Un tranvía llamado deseo, con Asunción Sancho, Julieta Serrano o Wolf RubinsKi a las órdenes de Alberto González Vergel. 
En TVE forma parte del elenco junto a Margarita Lozano del Edipo Rey que realizó Juan Guerrero Zamora en los primeros estudios del Paseo de La Habana.

### Carrera artística
La carrera artística de Jacinto Esteban superó ampliamente los 60 años.

#### Años 1960
Tras estas primeras incursiones en la escena madrileña a finales de los años 50 consigue ingresar en la escuela de arte dramático de Madrid en 1961, donde recibe clases de Mercedes Prendes, Fernández de Córdoba o Manuel Dicenta entre otros. Por desgracia pronto se ve obligado a abandonar sus estudios ante la necesidad de trabajar. Así participa como actor modelo en Escuela TVE. Arte Dramático bajo la dirección de su profesor Manuel Dicenta, lo que le permite entrar como actor de reparto en el Teatro Bellas Artes de Madrid representando durante 1962 El Cardenal de España de Montherlant, con Carlos Lemos, Luisa Sala, Divinas Palabras de Valle Inclán con Nati Mistral y Manuel Dicenta y La dama del alba de Alejandro Casona, con Asunción Sancho, Antonio Vico, Milagros Leal, Rafael Arcos o Genma Cuervo y de nuevo bajo la dirección de Tamayo. 
En 1963 cambia al Teatro Eslava representando Anatol, con Carlos Estrada y María Dolores Pradera y la dirección de Miguel Narros, y Yerma de Federico García Lorca con Asunción Sancho y José Bódalo. También Las salvajes en Puente San Gil de Martín Recuerda con Viki Lagos y Esperanza Alonso y La Perrichola de Juan Ignacio Luca de Tena y Fernando Moraleda con Nati Mistral, Rafael Alonso, Guadalupe Muñoz Sanpedro y Pedro Osinaga y bajo la dirección de Luis Escobar. Con esta última sale de gira en 1964, debutando en el Calderón de Barcelona y en el Sarah Bernardt de París con la compañía de Nati Mistral, dentro del Festival Internacional del Teatro de las Naciones.
Durante 1965 y 1966 reside en Barcelona, donde va a protagonizar la serie para Televisión Española Nuestro amigo el libro, bajo la dirección de Eloy de la Iglesia. En esos años encabeza el reparto de El mago de Oz en el Palacio de la Música de Barcelona junto a Silvia Tortosa y también interviene en El asfalto de la serie Historias para no dormir bajo la dirección y realización de Narciso Ibáñez Serrador y en Las salvajes en Puente San Gil, película dirigida por Antonio Rivas.  
Es a finales de este último año cuando decide formar compañía representando en provincias Mayores con reparos de Alonso Millán, con Argentina Cases y la dirección de Manuel Sánchez Morón.
El año 1968 supone un punto y seguido en su vida, ya que traslada su residencia a la ciudad de Málaga. Allí regenta El Corral, un mesón dedicado a la cultura, donde acuden intelectuales y artistas de todo tipo, organizándose tertulias, conferencias, recitales y exposiciones. Por El Corral pasó gente como José Infante, Pablo García Baena, Gloria Fuertes, Pepe Bornoy, Mari Pepa Estrada, Bernabé Fernández Canivel, Rafael Pérez Estrada, Carlos Ruiz Padilla, Fernando Núñez…

#### Años 1970
Durante la década de 1970, Suárez funda y dirige los grupos Teatro Ensayo Popular (T.E.P.) y Carrito de Tespis, este último para niños. Con ambas compañías representa diferentes espectáculos, ejerciendo de director e intérprete: Picasso Málaga 71 de José Infante, representada en Málaga y Madrid. El agua en las manos y Neroncín de Manuel Alonso Alcalde o Ejercicio, con más de cincuenta personas en escena y de la que es autor y director son algunas de las primeras representaciones con su propia compañía teatral. Ya en 1979 estrena como autor y director Tres y una cuatro con Concha Galán y Andrés García Lorca con la que hace temporada en Melilla, Málaga y Valencia. 
Con Carrito de Tespis se acerca al público infantil, con El león miedoso y El león engañado de Lauro Olmo y Pilar Enciso o Pluf el fantasmita de María Clara Machado, haciendo gira provincial patrocinado por Diputación de Málaga.
Sin descuidar ninguna de sus ocupaciones funda con un grupo de intelectuales la Asociación Culturas Andaluzas y se hace cargo de la vocalía de cultura. También pone en funcionamiento y regenta un nuevo local para las Artes La Bodega del Chinitas.

#### Años 1980
Esteban dirige las Jornadas Municipales de Cultura de Málaga en 1980 en el Recinto Eduardo Ocón. Al año siguiente continúa su colaboración con el Ayuntamiento de Málaga y dirige de nuevo las jornadas, celebradas esta vez en el Patio del Colegio de San Agustín. En esta ocasión adaptando y dirigiendo La Hidalga del Valle de Calderón de la Barca con figurines de Pepe Aguilera y llenando la escena de flamenco, rondallas, procesiones, comparserías, ballets clásico y popular y con más de ochenta personas en escena.
En 1982 es contratado para interpretar el personaje de José Zorrilla en La Fiesta del Madrid Romántico en la plaza Mayor de Madrid, dirigido por Antonio Girau. Por ello permanece una temporada larga en la capital, alternando televisión y teatro. Estrena Los locos del Romanticismo con Miguel Ariza, Olimpia Torrero, Nacho Martínez, Ángel Rodríguez, Mariano Venancio y el Maestro Campoleón en diferentes lugares de restauración y Paradores Nacionales, mostrando su versatilidad como autor, director e intérprete. Pasó a formar parte, como actor, de la Compañía Nacional de Cenas Medievales.
En 1983 comienza su colaboración con el ayuntamiento de Benalmádena, creando y dirigiendo las Jornadas Municipales de Teatro con compañías tanto locales como foráneas. Entre 1984 y 1991 recupera, adapta y dirige El Paso de Benalmádena Pueblo con más de doscientas personas en escena. Durante esos años pronuncia multitud de conferencias sobre el teatro en Málaga y la provincia.
En 1985 estrena en el Teatro Alameda de Málaga, como autor y director, el musical Café de Chinitas, con destacados actores y cantaores de la época como Mari Paz Redoli, Sebastián Camps, María La Faraona, Pepito Vargas, Juan Bonela o José Soleá agotando localidades antes de levantar el telón en sus catorce representaciones y haciendo gira en la provincia posteriormente. 
Ese año también estrena y dirige en el Teatro Alameda La verdadera historia del Herrero del Antifaz de Enrique del Pino y monta y dirige diferentes espectáculos de temática medieval en localidades de la provincia como Marbella y Alaurín el Grande con motivo del V Centenario de la toma de Málaga por los Reyes Católicos. Para ello colabora con la Compañía Nacional de Cenas Medievales y trae a la provincia a actores como Paloma Terrón, Miguel Ariza, Ángel Rodríguez, Emilio Torrero con gran éxito de crítica y público.
Para cerrar 1985 llegan algunos reconocimientos en forma de premios. Jacinto recibe el primer Premio a la Comunicación Gloria Bendita por Café de Chinitas así como el Premio Radiofónico Niña de Benalmádena. Durante esos años forma parte de la directiva del Carnaval de Málaga llevando el área de cultura y crea el Entierro del Boquerón. También fue Escudo de Oro del Carnaval de Málaga.
Desde 1987 a 1991 es director del Área de Cultura y Juventud del Ayuntamiento de Benalmádena, llevando a su vez el gabinete de prensa del mismo. Monta y dirige el Teatro Municipal de Benalmádena y crea el Entierro de la Lagartija para los carnavales benalmadienses. Crea, monta y dirige los Festivales de Teatro, Música y Danza de Benalmádena, con espectáculos tanto nacionales como foráneos siendo invitados especiales los Ballets del Tropicana cubanos. Pone en escena dirigiendo con la compañía local La Zapatera Prodigiosa lorquiana y como autor y director Fiesta en la Plaza e Historia de un Pueblo. Benalmádena con cinco escenarios funcionando al mismo tiempo y más de setenta personas en escena en el Castillo de Bil- Bil.
En 1988 es invitado a pronunciar una ponencia en el Seminario Internacional del Carnaval en Cádiz y en 1989 es pregonero oficial del Carnaval de Málaga. También repone Café de Chinitas en el Castillo de Bil-Bil, dentro de los IV Festivales de Teatro, Música y Danza, encabezando el reparto Paquita Rico, Chiquito de la Calzada, Miguel de los Reyes, Teresa Cortes, Pepe Lara o Miguel Ariza. Al piano Rafael Ibarbia y un total de más de 70 personas en escena.   

#### Años 1990
En 1990 colabora en el XXV Certamen Maja Internacional. Se decide a finalizar los estudios de Arte Dramático en la Escuela Superior de Arte Dramático y Danza de Málaga durante el curso académico 1990-1991, consiguiendo la licenciatura en Artes Escénicas y realizando el CAP en la Universidad de Málaga. Durante el periodo 1991-2002 va a colaborar en diferentes medios de comunicación (Málaga TV, Onda Cero Radio, etc) como guionista, presentador y director. Destacan varios programas culturales como El balcón de la cultura, El personaje y su obra y La tertulia que presenta y dirige en Málaga TV.
En 1991 dirige e interpreta Los llantos de Dios de Manuel Sánches Morón con Gloria León y Leo Vilar en la Parroquia de Casabermeja (Málaga). Se utilizaron en la representación dalmáticas del siglo XVII, y hubo una procesión y repique de campanas hasta el popular Cementerio, celebrándose un acto por la Paz aquel uno de noviembre, con encendido de lamparillas para los difuntos y la inauguración de una exposición, de Víctor Puyuelo, en la capilla con un protocolo especial. Se brindó con una chocolatada y bizcochos en el  Santo lugar.
En 1993 sale a la luz su primer libro de poemas, Vida y caos, presentado en el Círculo de Bellas Artes Nuevo Siglo. Ya en 1994 continúa su acercamiento a la poesía, participando en las publicaciones poéticas sevillanas Cuadernos de Roldán. Participa como poeta en el calendario que edita en Sevilla el V Conde de Casa Padilla junto a Pablo García Baena, María Victoria Atencia, Luis Antonio de Villena, Vicente Núñez, Pérez Estrada y Gloria Fuertes, entre otros.
En 1995 repone con un nuevo montaje En el Café de Chinitas, en el Teatro Alameda de Málaga, con Carmen Dueñas y Rafael Acejo y música de los maestros Campoleón y Juan José Soto, haciendo gira por diferentes puntos de Andalucía. Sigue escribiendo guiones y prepara obras teatrales para su estreno. 
En 1996 estrena el espectáculo Miguel de Molina con Rafael Acejo y Víctor Puyuelo en el Teatro Alameda como autor, empresario y director e inicia su gira por España.
Es pregonero del Carnaval de Benalmádena en 1997, año en que termina el libro de poemas Fandango y Cantos de amor y de paz.  Publica Lourditas la Measalves en el  II tomo de la colección “Narradores malagueños”, editado por el Centro Cultural Generación del 27 y otras publicaciones. Ya en 1998, se reponen Los llantos de Dios en el Círculo de Bellas Artes y en la Parroquia de La Trinidad de Málaga y 
En el verano de 1998 el Miguel de Molina de Jacinto se representa en el Teatro Marvillas de Madrid, con gran éxito y presencia en los medios. Tras Madrid la gira continuará por la Comunidad Valenciana, Cataluña, Castilla y León y Castilla-La Mancha, Andalucía... 
En 1999 inicia estudios de Postgrado en la Facultad de Bellas Artes de la Universidad Miguel Hernández de Altea (Alicante) cursando un máster en Dirección y Gestión Cultural, por lo que ese año decide limitar su actividad profesional a La tertulia de Málaga TV.

#### Años 2000
En 2001 se celebra el quinto aniversario del estreno de Miguel de Molina en el Teatro Alameda y se presenta el compacto con las canciones del espectáculo. También estrena Flores para un cumpleaños, de Pedro de la Horra en el Teatro Cánovas pasando posteriormente al Alameda y saliendo de gira también. 
Ese año también finaliza el máster de Dirección y Gestión Cultural en la Facultad de las Artes de la Universidad Miguel Hernández de Altea (Alicante), funda la Compañía de Artes Escénicas Mayores de Málaga (CAEMM) y repone de nuevo En el Café de Chinitas en el Teatro Alameda.
En 2002 y 2003 continua las giras Miguel de Molina y Flores para un cumpleaños y dirige el taller de teatro de la Compañía de Artes Escénicas Mayores de Málaga, bajo el patrocinio del Área de Bienestar Social del Ayuntamiento de Málaga representando Maribel y la extraña familia de Miguel Mihura. También estrena como autor y director El tribunal de la rápida, y de nuevo En el Café de Chinitas en el Teatro Alameda de Málaga, esta vez con la CAEMM y la colaboración de Emi Bonilla. A final de año volverá al Alameda con “Jondo” de nuevo con el CAEMM.
En 2003 también se estrena Las Señoritas del Limonar también como autor y director y también en el Teatro Alameda. En esta ocasión cuenta con Víctor Puyuelo, Pepe Salas, Antonio Souza y Graciela, pasando al recinto Eduardo Ocón en festivales de verano y saliendo posteriormente de gira por España.
Para finalizar 2003 monta y dirige el encuentro MUS-E de la Fundación Yehudi Menuhin, dando clases y montando un ballet infantil de creación propia basado en La zapatera prodigiosa, de Federico García Lorca, junto al profesorado de danza y artes plásticas en el colegio Lex Flavia. Ese año también imparte dos cursillos sobre teatro en Villafáfila y Cádiz patrocinadas por el Ministerio de Cultura.
En 2004 inaugura como director la Escuela Malagueña de Flamenco, Dramaturgia y Folclore, que es apadrinada por Marifé de Triana y Fosforito, e imparte allí disciplinas escénicas. Con más de trescientos alumnos, decide volcar toda su actividad profesional en ella representando Tiempo de Cervantes, Lope de Rueda y su tiempo, Alma ausente, Café cantante, Variedades o Hablando de las Raices.
En 2005 se le concede el Botijo de Oro a las Bellas Artes de la Asociación Cultural Literario-Flamenca Calle del Agua, en reconocimiento a su trayectoria artística y su labor en pro de la  Cultura Malagueña.
El 16 de diciembre de 2006 y con la empresa Enrique y Alain Cornejo, repone en el Teatro Muñoz Seca de Madrid Café de Chinitas con Charo Reina, Máximo Valverde, Toni River, Eva Santamaría y Carlos Vargas, bajo la dirección de Ramón Ballesteros, donde permanece en cartel hasta marzo de 2007 para salir de gira y regresar a Madrid el 11 de octubre, y permanecer de nuevo en cartel hasta enero de 2008 terminando temporada posterior en el Teatro del Arenal.
Durante 2007 también ha repuesto Jondo en el Corralón de Santa Sofía de Málaga, con sesenta personas en escena, entre ellas alumnos y alumnas de la Escuela Malagueña de Flemenco, Dramaturgia y Folclore lo que le permite formar y compartir experiencias celebrando como ya es habitual anualmente las Charlas Hablando de las Raíces.
En 2008 Jacinto Esteban estuvo centrado en su labor como director de la Escuela Malagueña de Flamenco, Dramaturgia y Folclore, lo que le permitió formar y compartir experiencias con sus alumnos. También organizó las IV Charlas Hablando de las Raíces y preparó la reposición de Jondo en el Teatro Alameda de Málaga. 
El 2008 también fue el año del Centenario de Miguel de Molina por lo que se organizaron actos, conferencias y representaciones sobre el Musical biográfico con salidas patrocinadas por la diputación provincial. Entre los conferenciantes podíamos citar a Eugenio Chicano o Luis Aguilé. El Miguel de Molina de Jacinto Esteban también volvió al Teatro Alameda del 26 al 30 de marzo. 

#### Años 2010
Las representaciones de Miguel de Molina continuaron con Teatro Ensayo Popular hasta las navidades de 2011. A partir de esa fecha se hizo cargo de las mismas la compañía valenciana Zorongo Teatro con Salvador Arroyo y Didac Moreno, la cual, continuó recorriendo escenarios y recibiendo premios: mejor interpretación, mejor dirección, mejor montaje, mejor vestuario… Así, hasta la temporada de 2018 en la que celebró los 20 años en cartel en el Teatro Alameda de Málaga.
Esteban ha colaborado durante muchos años con las diferentes actividades culturales de las Bodegas El Pimpi. Allí ha participado y ha dirigido mesas redondas, conferencias, recitales, teatro, cursos de verano de la Universidad de Málaga y volvió a representar con carácter de estreno como intérprete y director Picasso Málaga 71 de José Infante con Belén Caballero y Eduardo Banderas. El 18 de abril de 2014 se le ofrece un homenaje dentro de Los lunes Culturales que dirigía el poeta y académico José Infante y a él acudieron autoridades, intelectuales y artistas de diferentes puntos del País y de la Sociedad Malagueña. Se le impuso el Pin de Plata por su labor cultural y artística. 
En 2014 también estrena Némesis de Manuel Sánchez Morón como director e intérprete, un personaje dramático y sensible al que le acompañan Mercedes Verdugo y José Manuel Pérez.
Continuando con sus deberes de dirección en la Escuela Malagueña de Flamenco, ya había dejado de impartir las clases de Artes Escénicas, coincide que abre sus puertas el Museum Jorge Rando. En el verano de 2015 comienza una serie de actividades en el patio del museo que preside el Centenario Mandarino. Con idea original, dirección e interpretación, monta Versos y canciones para las noches de estío. Eran los versos de los poetas de la Generación del 27, en boca de destacados actores del lugar, mezclándose con los invitados y escogidos poetas de la más rabiosa actualidad, junto con músicas y canciones en vivo de las diferentes épocas representadas. Era un lujoso cabaret poético que ha creado escuela y que se sigue representando anualmente en los meses de verano con diferentes personajes, textos y canciones.
Posteriormente, en el mismo patio del museo, repone Picasso Málaga 71, Los llantos de Dios y Némesis y estrena y dirige con éxito de crítica y público Teresa de José Infante y Jesús Baena con motivo del V Centenario de Teresa de Jesús. En esta ocasión cuenta con Rosa Castro, Auxi González y Mercedes Verdugo y la colaboración de la Schola Gregoriana Malacitana.
En 2016 la Delegación de Cultura de la Diputación de Málaga, publica su libro Nombres amigos para una vida incompleta. Obras / Viajes a través del CEDMA. Un amplio volumen consistente en un extenso recordatorio biográfico sobre su vida y obra. En él Jacinto Esteban también describe ampliamente sus numerosos viajes ya que ha sido un viajero incansable a lo largo de su vida. 
También en 2016 dirige e interpreta El contrabajo de Patrick Swland, un monólogo dramático y desgarrado rodeado en directo por el sonido de once instrumentos orquestados bajo la dirección musical de Jorge Muñoz. Un espectáculo sobrecogedor con un éxito memorable de crítica y público.
En el 2017 recibe el Trofeo Museum Jorge Rando por  su aportación a la Literatura Española. El Café de Chinitas vuelve de nuevo al Teatro Muñoz Seca de Madrid con Tony River, Blanca Villa, Eva Santamaría, Carlos Vargas, la colaboración de Juan Carlos Naya y el piano de Armando Pelayo.
En febrero de 2018 estrena como autor y director La Measalves. Otra amante del Rey, monólogo musical trágico cómico, interpretado por Rosa Castro con la guitarra y dirección musical de Chapi Pineda en el Teatro Alameda de Málaga permaneciendo durante seis semanas en cartel con notable éxito de crítica y público. 
En septiembre pone voz al video  presentado en el Centro Cultural Generación del 27 con el texto introductorio escrito por el poeta  Salvador López Becerra en su libro “La Baraka y otros textos marruecos”. 
En este mismo otoño, se le rinde un Homenaje poético en las tertulias de Isabel Romero en la popular taberna malagueña de El Mentidero logrando ser un entrañable acontecimiento social.
Después de numerosos recitales y charlas poéticas, en junio de 2019 de nuevo se repone En el Café de Chinitas con galas de estreno en el Teatro Principal de Valencia, en homenaje a la Casa del Artista valenciana y patrocinado por la Comunidad Valenciana.
En el mes de septiembre de 2019 dimite de la Escuela Malagueña de Flamenco, Dramaturgia y Folclore. para centrarse en otros proyectos. Entre ellos destaca la fundación La Casa del Artista y las Bellas Artes de Málaga, la cual preside en la actualidad, junto a un grupo de intelectuales y artistas. En diciembre se le concede, dentro de los XIV Premios Épsilon que convoca Central Ciudadana de Málaga, el Premio ALFA a la persona por su trayectoria artística.

#### Años 2020
En sus últimos años continuó activo, dando charlas, recitales, escribiendo... El día 22 de febrero de 2020 se le brindó un homenaje al que asistieron numerosos amigos y personalidades de la Cultura. Se celebró en el TEST, (Teatro Estudio Turia) que regenta y dirige Juan Manuel Hurtado. 
El 20 de abril de 2022 se presentó el libro homenaje a su persona en el Museum Jorge Rando publicado por Jácara editores y dirigido por Isabel Romero. Jacinto estuvo firmado ejemplares el 2 de mayo de 2022 en la Feria del Libro de Málaga. El 26 de julio de 2022 se le hizo entrega del Escudo de Oro de Comediantes Malagueños Teatro en el Teatro de la Caja Blanca de Málaga. 
Falleció en Málaga el 10 de marzo de 2024 y al día siguiente fue despedido entre aplausos por sus familiares y amigos. 